# 扎波里濟克 (巴赫馬奇區)
51°9′3″N 32°38′23″E / 51.15083°N 32.63972°E
扎波里濟克（烏克蘭語：Запорізьке），是烏克蘭北部的村莊，隸屬切爾尼希夫州的尼任區。該村始建於1925年，面積0.49平方公里，海拔高度142米，2006年人口198，人口密度每平方公里404.08人。